# Gira de la Selección de Rugby de Inglaterra por Argentina en 1990
La Gira de Inglaterra por Argentina en 1990 fue un tour internacional de rugby de los ingleses, que tuvo lugar en Argentina desde el 14 de julio al 4 de agosto de 1990.

## Gira
La serie enfrentó a la selección de Inglaterra ante las diferentes uniones provinciales de rugby de Argentina, un club y a la propia selección Argentina. Las sedes fueron: San Miguel de Tucumán, Mendoza, Córdoba y Buenos Aires. Los europeos disputaron 7 partidos, obteniendo 4 derrotas y 3 victorias.

## Partidos
| 14 de julio de 1990 | Banco Nación | 29 – 21 | Inglaterra | Estadio José Amalfitani, Buenos Aires |  |

| 18 de julio de 1990 | Tucumán | 14 – 19 | Inglaterra | Estadio Monumental José Fierro, Atlético, San Miguel de Tucumán |                                                          |
|                     | F. Williams; M. Terán , P. Gauna, J. Gianotti, G. Terán; J. Martínez Riera, P. Merlo; J. Santamarina , P. Bunader, P. Garretón; O. Fascioli, A. Macome ; J. Coria, R. Le Fort , L. Molina |         | S. Hodgkinson ( J. Liley ); T. Underwood , J. Buckton , G. Thompson, C. Oti ; D. Peras , C. Morris; D. Winterbottom, T. Rodber , D. Ryan; W. Dooley, N. Redman; J. Probyn, J. Olver , J. Leonard | Asistencia: 30.000 espectadores Árbitro(s): J.L. Rolandi        | Asistencia: 30.000 espectadores Árbitro(s): J.L. Rolandi |

| 21 de julio de 1990 | URBA | 26 – 23 | Inglaterra | Estadio José Amalfitani, Buenos Aires |  |
|                     |      |         |            | Árbitro(s): Efraín Sklar              |  |

| 24 de julio de 1990 | URC | 22 – 21 | Inglaterra | Estadio Bautista Gargantini, Mendoza |  |
|                     |     |         |            | Árbitro(s): Marcelo Firpo            |  |

| 31 de julio de 1990 | Córdoba | 12 – 15 | Inglaterra | Estadio Mario Alberto Kempes (Cancha Auxiliar), Córdoba |  |
|                     |         |         |            | Árbitro(s): Miguel Peyrone                              |  |

## Test matches
Primera fecha
| 28 de julio de 1990 | Los Pumas | 12 – 25 | Inglaterra | Estadio José Amalfitani, Buenos Aires |  |
|                     |           |         |            | Árbitro(s): Brian Kinsey (Australia)  |  |

Segunda fecha
| 4 de agosto de 1990 | Los Pumas | 15 – 13 | Inglaterra | Estadio José Amalfitani, Buenos Aires |  |
|                     |           |         |            | Árbitro(s): Brian Kinsey (Australia)  |  |